# Mambéty For Ever
Mambéty For Ever es una película del año 2008.

## Sinopsis
Es una película inédita sobre la persona y la obra inmensamente rica del cineasta Djibril Diop Mambéty, mediante los testimonios de diversos cineastas, de algunos críticos, de un actor, del hermano y del hijo de Mambéty.